# السلالة السالية
السلالة السالية (الألمانية:Salier؛ تعرف أيضًا بـ«السلالة الفرنكونية» لنسبها إلى فرنكونيا)؛ هي أحد السلالات الحاكمة في العصور الوسطى المتوسطة، فقد أصبح أربعة من أفرادها ملوكًا لألمانيا (1024-1125)؛ وأصبحوا جميعهم أباطرة رومانيون مقدسون منذ سنة 1027.
بعد وفاة آخر إمبراطور أوتوني عام 1024 انتقلت مملكة ألمانيا ولاحقًا الإمبراطورية الرومانية المقدسة بأكملها إلى كُنراد الثاني ، وهو ساليّ. وتبعه ثلاثة حكام ساليُّون آخرون: هنري الثالث ، وهنري الرابع ، وهنري الخامس. لقد أسسوا نظامًا ملكيًّا قويًا كبيرًا في أوربَّة أوروبية. طورت السلالة السالية نظامًا إداريًا دائمًا يعتمد على فئة من الموظفين العموميين المسؤولين أمام التاج.

## الأصول والاسم
يعتقد المؤرخون المعاصرون أن الساليين ينحدرون من عائلة ويدونيد، وهي عشيرة نبيلة بارزة ظهرت في القرن السابع. كانت ممتلكاتهم تقع عند التقاء نهري موزيل وسار، وكانوا يدعمون الكارولينجيين. توسعت عائلة ويدونيد شرقًا نحو نهر الرين بعد أن أسسوا دير هُرنباخ في بليسغاو نحو عام 750. وظل هُرنباخ ديرًا مملوكًا لهم وأثبتت المنح الملكية للدير وجودهم في فورمسغاو. وانقسمت عائلة ويدونيد مع مرور الوقت إلى عدة فروع. ينحدر الإمبراطور الروماني المقدس غاي (أو ويدو) من سبوليتو في أواخر القرن التاسع من أحد هذه الفروع، اللامبرتين. وبقي أسلاف الساليين في منطقة رينيش فرنكونيا.
وصف ويبو من بورغندي، كاتب سيرة أول ملوك الساليين، الإمبراطور كُنراد الثاني، والد كُنراد وعمه بأنهما «اللُّردان النبيلان من رينيش فرنكونيا» نحو عام 1044، ولكن دون أن يطلق عليهما اسم الساليين. وأضاف ويبو أن والدة كُنراد، أديلايد الماصية، «من المفترض أنها تنحدر من منزل طروادة الملكي القديم». وربط في بيانه بين كُنراد والميروفنجيين الملكيين الذين ادعوا أنهم من سلالة طروادة. يقترح المؤرخ ستيفان وينفورتر أن العلاقة المفترضة بين الساليين والميروفنجيين أدت إلى ظهور اسم العائلة، لأن الفرنجة الساليين كانوا أشهر مجموعة من الفرنجة. وقد حفظت ذكراهم من خلال قانون الفرنجة، المعروف باسم القانون السالي. هناك أصل أقل ترجيحًا يربط التسمية بالعالم الألماني القديم sal («السيادة»)، مقترحًا أن الاسم يمكن إرجاعه إلى ميل الملوك الساليين الموثق جيدًا نحو الهياكل الهرمية. 
ظهر مصطلح reges salici (أو الملوك الساليين) على الأرجح في وقت مبكر من القرن الثاني عشر. في قائمة الملوك ورؤساء الأساقفة من ماينز، التي اكتملت نحو 1139-1140، هي أول وثيقة موجودة تحتوي على المصطلح. وقد استخدم الأسقف أوتو فون فرايزنغ، وهو سليل للملوك الساليين من جهة أمه، المصطلح أيضًا في سجل أو تاريخ المدينتين في منتصف القرن الثاني عشر. بالمعنى الضيق، يمكن تسمية الملوك الألمان الأربعة فقط الذين حكموا من 1024 حتى 1125 بالساليين، ولكن المؤرخين الحديثين وسعوا التسمية لتشمل أسلافهم.
جرت تسمية جميع أفراد الأسرة الذكور الذين كانوا متجهين إلى مهنة دنيوية كُنراد أو هنري. أسس جد الإمبراطور كُنراد الثاني، أوتو من فورمس، هذا التقليد في أواخر القرن العاشر. وسمى ابنه الأكبر، هنري من فورمس، على اسم جده الأكبر لأمه الملك هنري الصياد؛ وأعطى اسم والده كُنراد الأحمر لكُنراد من كارينثيا، أحد أبنائه الصغار. ومن المرجح أن كُنراد الأحمر سمي على اسم كُنراد الأول ملك ألمانيا.

## الإمبراطورية الرومانية المقدسة

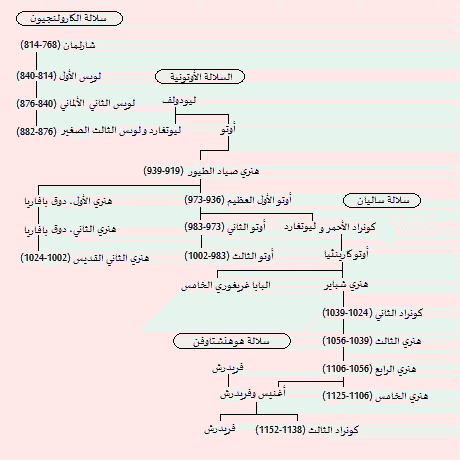
نسبة السلالة السالية لأسرة أوتونية

بعد وفاة آخر إمبراطور من سلالة الساكسونية هاينريش الثاني، تم انتخب كُنراد الثاني أول شخص من السلالة السالية من قبل أمراء الناخبون، وتوج ملك ألمانيا في ماينتس في 8 سبتمبر 1024، وفي أوائل 1026 ذهب إلى ميلان توج من قبل أريبيرتو، رئيس أساقفة ميلانو ملك إيطاليا، ومع وفاة رودولف الثالث من بورغندي في 1032، ادعى كُنراد هذه المملكة على أساس ميراث هاينريش الثاني الذي تخلى عنها في 1006، على الرغم من تلقيه المعارضة كبيرة في بورغندي وبروفنس، إلا أنه تم مبايعته في زيورخ في 1034، ستعرف مملكة بورغندي تحت حكم خلفاء كُنراد بـ مملكة آرل.
وبالفعل في 1028 تم انتخب ابنه هاينريش الثالث ملكًا، أدت فترة ولايته على مبالغة في ملكية مقدسة الغير معروفة مسبقاً وحتى خلال حكم، بحيث قام توسيع كاثدرائية شباير حتى كادت أكبر كنيسة في العالم الغربي، وأيضا تمكن من التصرف الملكي على الدوقيات ضد دوقات وبالتالي استطاع تأمين السيطرة الملكية عليهن، ومع ذلك في لورين أدت سنوات صراع إلى ظهور هاينريش منتصرًا، ولأيضا تلقت جنوب ألمانيا معارضة قوية في سنوات بين 1052-1055، وفي 1046 انهي هاينريش انشقاق البابوي، بحيث حرر البابوية من اعتماد على النبلاء الرومان، ووضع أساس لتطبيق العالمي، ولكن مع وفاته المبكرة في 1056، دخلت الإمبراطورية في الأزمة لفترة طويلة.
كان الساليون الأوائل مدينون بنجاحات من تحالفات مع الكنيسة، هي سياسة بدأها الإمبراطور أوتو الأول، التي اعطتهم الدعم المادي الذي يحتاجه في إخضاع الدوقات المتمردة في الوقت المناسب، ومع ذلك هذا التحالف انهار مع 1075 خلال ما عُرف بـ نزاع التنصيب بحيث طالب فيه البابا الإصلاحي غريغوري السابع بأن يتخلى الإمبراطور هاينريش الرابع عن حقوقه في الكنائس الألمانية، بحيث هاجم هذا البابا المفهوم الملكي من قبل الحق الإلهي وحصل على دعم عناصر كبيرة من نبلاء ألمان المهتمين في حد سلطة الإمبريالية، والأهم من ذلك البابا قام بحرم المسؤولين الكنسيين تحت وطأة الحرمان الذين تلقوا الدعم من هاينريش، وفي النهاية هاجر هاينريش الرابع إلى كانوسا في شمال إيطاليا في 1077 لقيام بالتكفير عن ذنبه، ومع ذلك رتب باستمرار في التسيير في هذا العمل الغير مشروع مرة أخرى (تعيين مسؤولين الكنيسة من قبل السلطة المدنية) وأيضا ترتيب تتويجه من قبل البابا المزيف (كليمنت الثالث).
أدى نضال الملك مع البابا إلى حروب دمر الإمبراطورية الرومانية المقدسة من 1077 حتى اتفاقية فورمس في 1122، تزامنت أواخر حكم آخر أفراد الأسرة هاينريش الخامس على التسوية وافق فيها الإمبراطور على مطالب الجيل الثاني من إصلاحيين غريغوريين، ينص هذا الاتفاق على يعين البابا مسؤولين الكبار في الكنيسة، ولكنه اعطى لملك الألماني حق الاعتراض ضد خيارات البابوية، وأيضا فُقدت السيطرة الإيطالية لفترة من الزمن، وأصبح التاج الإمبراطوري يعتمد على الدعم السياسي للفصائل الإستقراطية المتنافسة هُناك، التي أصبحت أكثر انتشاراً هناك، بحيث سعى هؤلاء لحماية عن طريق الولاء للرب، وقد استولى هؤلاء على أراضي شائعة حتى استطاعوا حصول على عدد متزايد من القلاع، وسموا أنفسهم بـ أمراء بدلاً عن الدوقات.
وفقا لنظام الإقطاعي في الإمبراطورية الرومانية المقدسة، لم يكن لدى الملك أي مطالب على أمراء الأخرين، سواء الذين يعيشون داخل أراضي أسرته، وبذلك افتقد دعم أوساط المستقلة سابقاً، وأضعفه العداء المتزايد للكنيسة، وهكذا عزز التنافس السلطة المحلية في الإمبراطورية الرومانية المقدسة - على نفيض في فرنسا وإنجلترا على إنماء السلطة الملكية المركزية أكثر، وأيضا كان التنافس أثر إضافي بحيث أثر على الحياة الفكرية في الإمبراطورية الرومانية المقدسة في هذه الفترة بحيث اقتصرت على الأديرة، لم تعد الإمبراطورية تقود أو مواكبة التطورات التي حدثت في فرنسا وإيطاليا، على سبيل المثال لم يتم تأسيس جامعات في الإمبراطورية الرومانية المقدسة حتى القرن الرابع عشر.
كُنراد الثالث أول ملوك هوهنشتاوفن هو حفيد الإمبراطور هاينريش الرابع من خلال ابنته أغنيس.

## ملوك وأباطرة ساليون
- كُنراد الثاني 1024-1039، توج إمبراطورًا في 26 مارس 1027.
- هاينريش الثالث 1039-1056، توج إمبراطورًا في 25 ديسمبر 1046.
- هاينريش الرابع 1056-1106، توج إمبراطورًا في 31 مارس 1086.
- كُنراد (الثالث) 1087-1098، ملك اسمياً خلال عهد والده.
- هاينريش الخامس 1106-1125، توج إمبراطورًا في 13 أبريل 1111.

ويأخذ تاريخ الإمبراطوري منذ الانتخاب، تتويج يكون لاحقاً.